# Ligne 6 du métro de Barcelone
Pour les articles homonymes, voir Ligne 6.
La ligne 6 (en catalan : Línia 6 del metro de Barcelona, en espagnol : Línea 6 del metro de Barcelona) est l'une des douze lignes du réseau du métro de Barcelone.  Elle est exploitée par les FGC sur la ligne Barcelone - Vallès et dessert plusieurs quartiers de Barcelone.

## Caractéristiques

### Ligne
La ligne circule selon un axe sud-est/ouest sur les infrastructures de la ligne Barcelone - Vallès sans sortir de Barcelone.

### Stations
|  |   |  | Station            | Communes                          | Correspondances |
|  | - |  | ------------------ | --------------------------------- | --------------- |
|  | ■ |  | Plaça de Catalunya | Barcelone (Eixample)              |                 |
|  | o |  | Provença           | Barcelone (Eixample)              |                 |
|  | o |  | Gràcia             | Barcelone (Gràcia)                |                 |
|  | o |  | Sant Gervasi       | Barcelone (Sarrià - Sant Gervasi) |                 |
|  | o |  | Muntaner           | Barcelone (Sarrià - Sant Gervasi) |                 |
|  | o |  | La Bonanova        | Barcelone (Sarrià - Sant Gervasi) |                 |
|  | o |  | Les Tres Torres    | Barcelone (Sarrià - Sant Gervasi) |                 |
|  | ■ |  | Sarrià             | Barcelone (Sarrià - Sant Gervasi) |                 |

## Exploitation

### Matériel roulant
La ligne est servie par des trains de la série 112 et de la série 113.

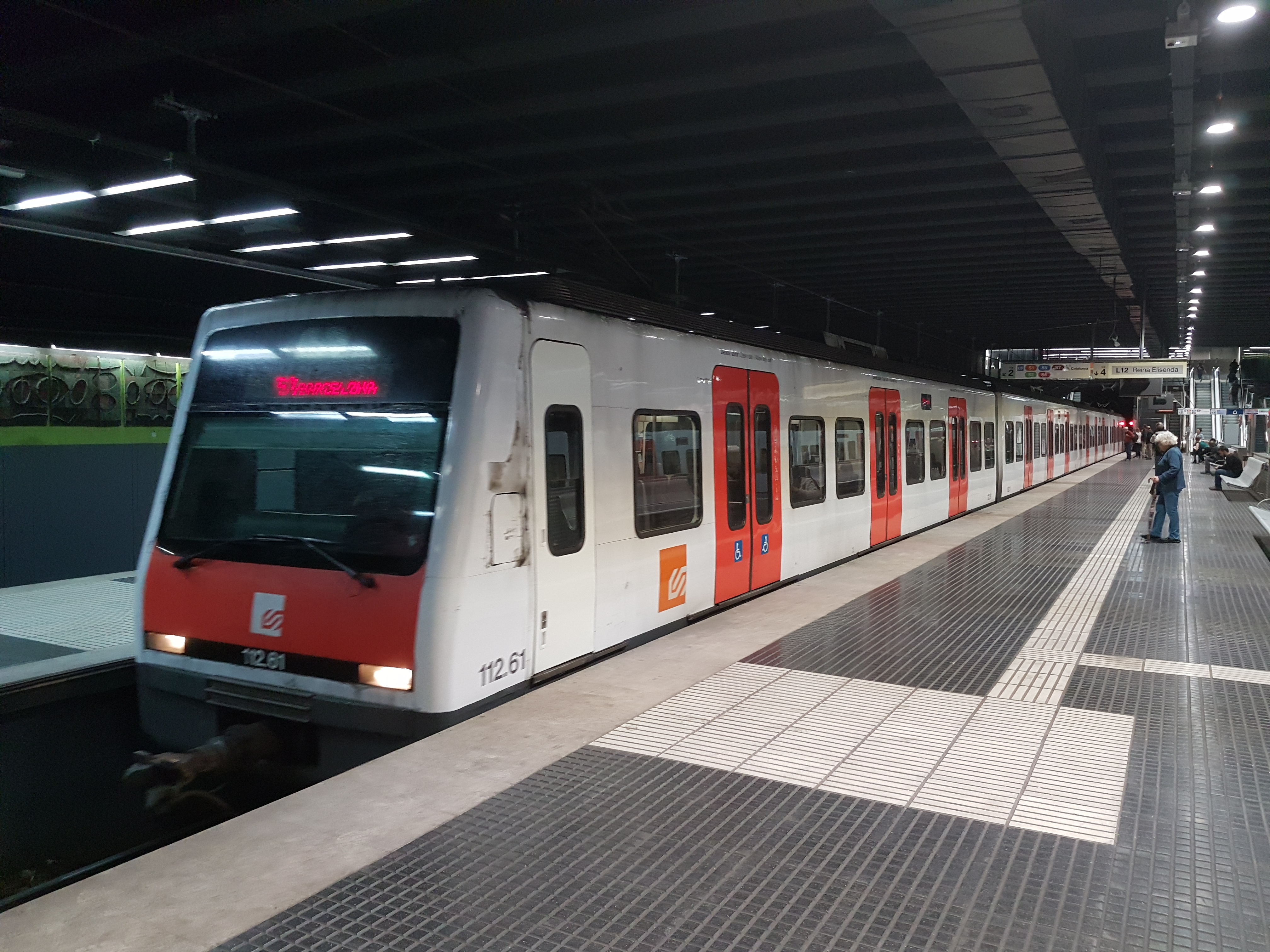
Un train de la série 112 à Sarrià.
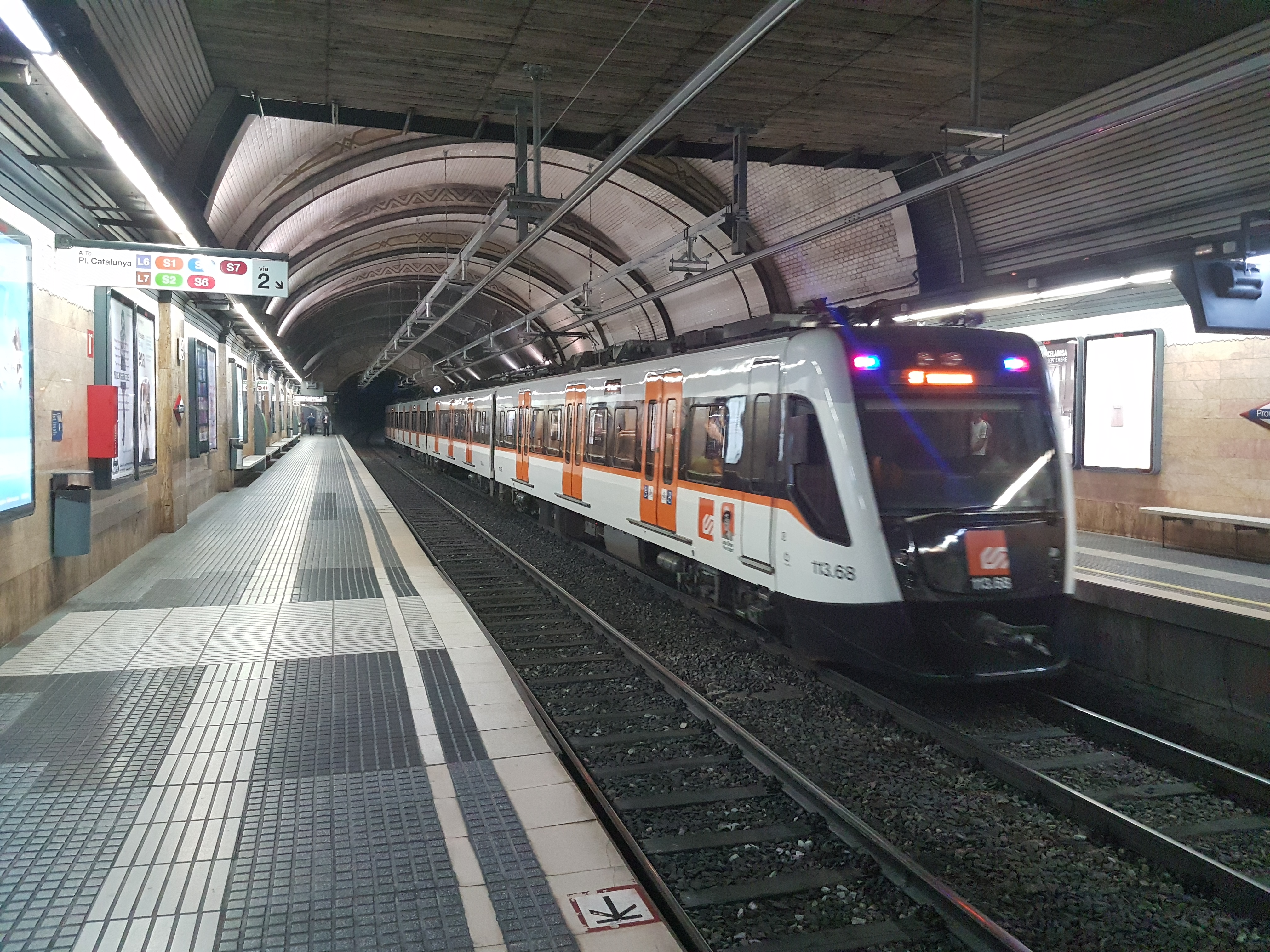
Un train de la série 113 à Provença.
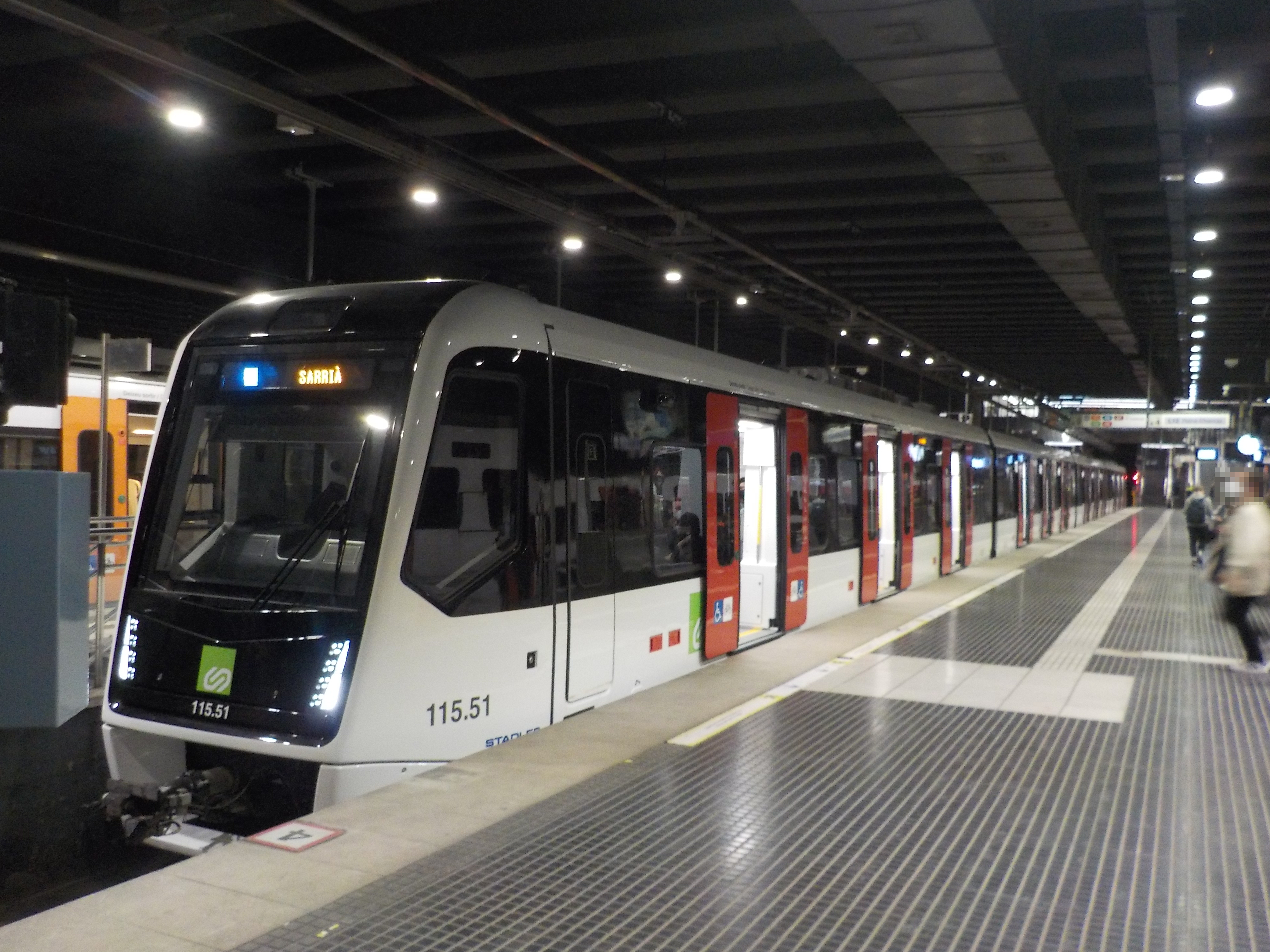
Un train de la série 115 à Sarrià.